# Natronobacterium
Genre
Espèces de rang inférieur
- Natronobacterium gregoryi
- Natronobacterium innermongoliae

Natronobacterium est un genre d'archées halophiles de la famille des Halobacteriaceae. Ces microorganismes sont à la fois halophiles et alcalophiles, avec un développement optimal dans une concentration saline de 20 % et à pH 10.